# Orthasie Marcellin Herivonjilalaina
Orthasie Marcellin Herivonjilalaina (* 13. September 1979 in Morarano Chrome) ist ein madagassischer römisch-katholischer Geistlicher und Bischof von Ambatondrazaka.

## Leben
Orthasie Marcellin Herivonjilalaina wurde am 22. September 1979 in der Pfarrkirche Saint Janvier in Amparamanina getauft und am 25. Mai 1994 in Amparafaravola gefirmt. Ab August 1994 besuchte er das Kleine Seminar Saint Pierre in Ambatondrazaka und von 1995 bis 1998 das Collège Saint Joseph in Ambatondrazaka. Anschließend absolvierte er ein pastorales Praktikum im Distrikt Andilamena und am Centre Sainte Thérèse in Andranokobaka. Von 1999 bis 2002 studierte Herivonjilalaina Philosophie am Priesterseminar Saint Paul in Antsirabe und von 2002 bis 2006 Katholische Theologie am erzbischöflichen Priesterseminar in Reggio Calabria. 2006 erlangte er am Istituto Teologico Pio XI. mit der Arbeit Le célibat sacerdotal. Histoire, motivations et fondements („Der priesterliche Zölibat. Geschichte, Begründung und Grundlagen“) ein Baccalaureato im Fach Katholische Theologie. Der Erzbischof von Reggio Calabria-Bova, Vittorio Luigi Mondello, spendete ihm am 18. September 2005 in der Kirche San Pantaleo in Reggio Calabria die Diakonenweihe und am 21. Januar 2006 in der Kathedrale von Reggio Calabria das Sakrament der Priesterweihe für das Bistum Ambatondrazaka.
Nach der Priesterweihe war Herivonjilalaina zunächst als Pfarrvikar der Pfarrei Santa Maria Maddalena in Campo Calabro tätig. Daneben erwarb er 2007 nach weiterführenden Studien in Messina mit der Arbeit Éducation à la procréation responsable. Propositions éducatives pour les familles malgaches („Erziehung zu verantwortungsvoller Familienplanung. Erziehungsvorschläge für madagassische Familien“) einen Master im Fach Bioethik und Sexualwissenschaft. 2008 kehrte Herivonjilalaina in seine Heimat zurück, wo er kurzzeitig als Rektor des Kleinen Seminars Saint Pierre in Ambatondrazaka und als Pfarrvikar im Distrikt Manakambahiny-Ouest wirkte. 2009 setzte er seine Studien am Istituto Universitario Sophia in Loppiano fort. Dort erlangte er 2011 mit der Arbeit Perspectives de renouveau du ministère presbytéral dans l’Église Famille de Dieu à Madagascar à la lumière de l’ecclésiologie de communion („Perspektiven für die Erneuerung des Priesteramts in der Familienkirche in Madagaskar im Licht der Communio-Ekklesiologie“) einen Master im Fach Fondamenti e prospettive di una Cultura dell’Unità und wurde 2015 mit der Arbeit La synodalité du et dans le Peuple de Dieu aujourd’hui. Conscience, spiritualité et praxis dans l’Église-Famille et Fihavanana à Madagascar („Die Synodalität des und im Volk Gottes heute. Bewusstsein, Spiritualität und Praxis in der Familienkirche und im Fihavanana in Madagaskar“) in dieser Disziplin promoviert. Neben seinem Studium war er als Pfarrvikar der Pfarreien Sant’Andrea Corsini in Montevarchi (2009–2011) sowie Santa Maria Regina in Matassino und San Miniato in Montanino (2011–2015) im Bistum Fiesole tätig.
Von 2015 bis 2021 lehrte Herivonjilalaina systematische Theologie am Priesterseminar St. Jean Marie Vianney in Moramanga, an dem er zudem auch als Spiritual (2015–2018) und als Studienpräfekt (2018–2021) fungierte. Ab 2021 war er Regens und Studienpräfekt am Priesterseminar Saint François de Sales im Erzbistum Toamasina. Darüber hinaus lehrte er Bioethik und Fundamentaltheologie am Priesterseminar Saint François de Sales und Heilsgeschichte an der Université Catholique de Madagascar sowie von 2018 bis 2022 Bioethik am Priesterseminar Saint Paul in Antsirabe.
Am 14. August 2024 ernannte ihn Papst Franziskus zum Bischof von Ambatondrazaka. Der Erzbischof von Toamasina, Désiré Kardinal Tsarahazana, spendete ihm am 13. Oktober desselben Jahres im Centre Victoire Rasoamanarivo in Ambatondrazaka die Bischofsweihe; Mitkonsekratoren waren der Bischof von Morondava, Marie Fabien Raharilamboniaina OCD, und der Apostolische Nuntius in Madagaskar, Erzbischof Tomasz Grysa.

## Schriften
- La synodalité du et dans le Peuple de Dieu aujourd’hui. Conscience, spiritualité et praxis dans l’Église-Famille et Fihavanana à Madagascar. Nouvelle cité, Bruyères-le-Châtel 2015, ISBN 978-2-85313-819-2.
- Famindrampo Andriamanitra. Ampianaro mamindra fo sy mamela heloka izahay. Md Paoly, Antananarivo 2016.
- Eglizy Miara-dia sy Misiônera tao amin’ny pastôralin’i Mgr Antoine Scopelliti. Antananarivo 2016.
- Eo anivontsika Andriamanitra. Famakafakana sy fanazavana ireo Vakiteny masina Alahady sy Andro fety. Taona A, Antananarivo 2016.
- Fidio, araho i Jesoa. Ireo antson’Andriamanitra eo amin’ny dingana sy seha-piainana. Antananarivo 2016.
- Per un’ontologia trinitaria della sinodalità. Coscienza, spiritualità e prassi nel Popolo di Dio. In: Sophia. Band 8, Nr. 2, 2016, S. 79–94.
- Vivre la miséricorde de Dieu pour être miséricordieux aujourd’hui. Dans le sillage de Pape jusqu’au Pape François. In: Actes du Symposium Grand Séminaire de philosophie de l’Archidiocèse-Est, Mangarivotra Moramanga, Vivre la miséricorde dans un monde en mouvements. 2016, S. 81–106.
- Fraternité et vie de communion dans le séminaire, Session de formation pour les éducateurs des séminaires. 2016.
- Pour une ontologie trinitaire de la synodalité: conscience, spiritualité et praxis dans le peuple de Dieu. In: ACM. Band 24, Nr. 3, 2016, S. 17–43.
- I Jesoa Kristy ankehitriny. Aiza, amin’iza, amin’inona no ahitako Anao? Itaosy, Antananarivo 2017.
- Tena Zanak’Andriamanitra tokoa i Jesoa. Famakafakana sy fanazavana ireo Vakiteny masina Alahady sy fankalazana manetriketrika. Taona B, Antananarivo 2017.
- Jesoa Kristy famindrampon’Andriamanitra. Famakafakana sy fanazavana ireo Vakiteny masina Alahady sy fankalazana manetriketria. Taona D, Antananarivo 2018.
- La synodalité dans la vie et dans la mission de l’église. In: ACM. Band 26, 2018, S. 13–32.
- Iza ny Papa? Inona no andraikiny? Ny Eglizy sy ny Papa Fransoa. Antananarivo 2019.
- Frères parmi leurs frères. Dix perspectives de renouveau du ministère et de la vie des prêtres à Madagascar. Md Paoly, Antananarivo 2021.
- L’Église et son renouveau. Église synodale, Famille et Fihavanana à Madagascar. Md Paoly, Antananarivo 2023.